# Pararosanilina
Pararosanilina, Magenta 0, Vermelho básico 9, ou C.I. 42500 é um corante vermelho tendo fórmula química C19H18N3Cl. É intimamente relacionado à fucsina básica, nova fucsina e fucsina ácida, sendo também um corante triarilmetano. Resulta quando na formulação do reagente de Schiff, nos melhores resultados entre estes corantes.

## Usos
É utilizado para análise colorimétrica de dióxido de enxofre no ar.
É utilizada com reação com ácido periódico em eletroforese para a análise de polissacarídeos não substituídos, mucopolissacarídeos neutros, mucoproteínas e glicoproteínas, glicolipídios e fosfolipídios, na chamada coloração PAS (ácido periódico de Schiff) pelas reações com aldeídos, originários de glicóis 1,2, similarmente ao mecanismo do reagente de Schiff. É o único componente básico dos corantes fucsina adequado para fazer a coloração de aldeído-fucsina para as células beta do ilhéu pancreático.
É utilizado para colorir fibras de poliacrilonitrila.